# Lifeline (álbum de Iris DeMent)
Lifeline é o quarto álbum da cantora e compositora estadunidense Iris DeMent
, lançado em 2004, oito anos depois do seu disco The Way I Should.

## Lista de músicas
1. "I've Got That Old Time Religion in My Heart" (Milsap) – 3:04
2. "Blessed Assurance" (Fanny Crosby) – 6:26
3. "Fill My Way with Love" (Sebren) –  3:02
4. "Hide Thou Me" (Fanny Crosby) – 5:09
5. "The Old Gospel Ship" (Traditional) – 3:10
6. "Sweet Hour of Prayer" (Walford) – 5:09
7. "That Glad Reunion Day" (Pace) – 2:10
8. "Leaning on the Everlasting Arms" (Hoffman, Showalter) – 2:53
9. "He Reached Down" (Iris DeMent) – 4:12
10. "Near the Cross" (Fanny Crosby) – 5:03
11. "I Never Shall Forget the Day" (Speer) – 2:42
12. "I Don't Want to Get Adjusted" (Massengale) – 3:38
13. "God Walks the Dark Hills" (Czarnikow) – 5:23

## Ficha técnica
- Iris DeMent – vocal, violão, piano
- Bo Ramsey – guitarra, Weissenborn
- David Roe – baixo
- Mark Howard – violão, mandolin
- Stuart Basore – dobro
- Stuart Duncan – Vocais de apoio
- Pat Enright – Vocais de apoio
- Alan O'Bryant – Vocais de apoio
- Jim Rooney – Vocais de apoio
- Barry Tashian – Vocais de apoio